# Mercado Modelo de Huancayo
El Mercado Modelo de Huancayo es el principal mercado de abastos de la ciudad de Huancayo, Perú, y se encuentra ubicado en su zona monumental. Se constituye además en el principal eje comercial de la ciudad.

## Historia
Desde inicios del siglo XX hasta fines de los años 1920, la venta de abastos para la ciudad de Huancayo se realizó en la Plaza Huamanmarca tras su desalojo de la llamada "Plaza de Comercio" (actual Plaza Constitución). En 1928 se culminó la construcción del "Mercado Central" (hoy "Coliseo Municipal") en la manzana comprendida entre los jirones Ica, Piura, Áncash y la Calle Real, al lado suroeste de la Plaza Huamanmarca. Sin embargo, en los años 1950 este recinto resultó diminuto por la falta de infraestructura adecuada para atender la carga y descarga de mercadería así como el tránsito de camiones. Ello generó el deterioro del área circundante a pesar de los esfuerzos que se hicieron por mejorarla como fue la construcción del Hotel de Turistas en 1943.
En 1963, durante el primer gobierno de Fernando Belaúnde, se expidió la Ley N° 14700 impulsada por el diputado aprista Alfredo Sarmiento Espejo que declaró de interés nacional la realización de diversas obras en la ciudad de Huancayo y el departamento de Junín creándose para ello impuestos específicos. Como consecuencia de esa ley se construyeron importantes obras en Huancayo como el Centro Cívico ubicado en la Plaza Huamanmarca, los mercados Modelo y mayorista, la Iglesia de la Inmaculada y el estadio Huancayo. Posteriormente, se generó una confusión al otorgar la autoría al senador por Junín Ramiro Prialé.
Dentro de esas obras, se dispuso que la construcción del nuevo Mercado Modelo siguiera los lineamientos generales planteados en el "Plan Regulador de la ciudad de Huancayo" vigente en esa época y el Plan de Obras Públicas elaborado por el Consejo Provincial de Huancayo bajo la alcaldía de José Benza Picón. Recién en 1971 se iniciaría la construcción de la obra debido a retrasos por falta de presupuesto.
Fue administrado por la Municipalidad Provincial de Huancayo hasta 1998. En el año 2000, el mercado se vende a los comerciantes por medio de COFOPRI y su mantenimiento y gestión pasa a manos de la junta de propietarios. Esta medida resultó perjudicial en el estado de mantenimiento del edificio así como tugurización, hacinamiento y falta de salubridad. Desde el 2005, la propiedad del inmueble con todos sus anexos corresponde a la "Asociación Única de Comerciantes Posesionarios del Mercado Modelo de Huancayo".

## Construcción
El mercado se ubica en la manzana delimitada por los jirones Mantaro, Cajamarca, Huánuco y la Avenida Ferrocarril. Se emplazó sobre un terreno con ligera pendiente que motivó la división interior del espacio en tres plataformas. La primera de ellas corresponde al nivel del jirón Mantaro. A mitad se inicia un mezzanine y, sobre la primera plataforma se construye un segundo nivel. Cada una de estas zonas se desarrolló considerando una función específica: El primer nivel se dedicó a la venta de verduras y abarrotes, el mezzanine -que es un espacio de doble altura al no estar cubierta por el segundo piso- se destinó a la venta de carnes, pescados, pollo y otros animales que necesitan mayor ventilación y refrigeración, y finalmente, el segundo piso se destinó a la venta de ropa. El edificio cuenta con seis accesos principales y una zona de carga y descarga excavada para llegar al nivel del mezzanine. Posteriormente se construyeron anexas a este edificio estructuras de almacenaje, puestos de mercado exteriores, tiendas adosadas, zona de venta de flores, una plaza y una guardería.
La estructura se configura a partir de doce juegos de pórticos de concreto de cinco columnas cada uno. Cada columna se divide en la altura formando una "Y" para unirse a la columna siguiente bajo un sistema de concreto plegado recubierto de ladrillo. El edificio de 84 metros por 59 (4,956 metros cuadrados) es una planta libre definida por el muro perimetral de ladrillo y piedra que no tiene función estructural. En la parte superior de este hay unas ventanas altas donde se instala una celosía que funciona a manera de para sol que era el principal elemento de circulación. El suelo en el interior es de concreto y se divide únicamente por los puestos de venta.